# Campeonato Femenino Sub-17 de la Concacaf de 2018
El Campeonato Femenino Sub-17 de la Concacaf de 2018 fue la VI edición del torneo, en la cual originalmente la sede fue Nicaragua, pero el 11 de mayo la CONCACAF anunció que los partidos restantes del torneo se jugarían en Bradenton, Estados Unidos. Un mes antes anunciaron el torneo como suspendido hasta nuevo aviso debido a las Protestas en Nicaragua de 2018. Los tres primeros lugares consiguieron la clasificación a la Copa Mundial Femenina de Fútbol Sub-17 de 2018 en Uruguay.

## Fase final

### Equipos participantes
| UNCAF - Nicaragua (sede) - Costa Rica |  | CFU - Puerto Rico - Bermudas - Haití |  | Clasificados automáticamente - México - Estados Unidos - Canadá |

- Los horarios son correspondientes a la hora local de Managua (UTC-6).

#### Grupo A
| Equipo      | Pts | PJ | PG | PE | PP | GF | GC | Dif |
| ----------- | --- | -- | -- | -- | -- | -- | -- | --- |
| México      | 7   | 3  | 2  | 1  | 0  | 16 | 1  | 15  |
| Haití       | 7   | 3  | 2  | 1  | 0  | 7  | 2  | 5   |
| Puerto Rico | 0   | 2  | 0  | 0  | 2  | 1  | 11 | -10 |
| Nicaragua   | 0   | 2  | 0  | 0  | 2  | 0  | 10 | -10 |

| 19 de abril de 2018, 17:30 | Puerto Rico      | 1:4 (0:2) | Haití                                            | Estadio Nacional, Managua, Nicaragua |                                  |
|                            | Isabel Cacho 69' | Reporte   | 25' 57' 81' Flero Surpris · 42' Melchie Dumornay | Árbitro(s): Marianela Araya Cruz     | Árbitro(s): Marianela Araya Cruz |

| 19 de abril de 2018, 20:00 | Nicaragua | 0:8 (0:5) | México | Estadio Nacional, Managua, Nicaragua |                            |
|                            |           | Reporte   | 10' Nicole Pérez · 16' Nayeli Díaz · 34' 43' Natalia Mauleón · 45+1' 73' Alison González · 61' Aylín Avilez · 66' Reyna Reyes | Árbitro(s): Maurees Skeete           | Árbitro(s): Maurees Skeete |

| 21 de abril de 2018, 17:30 | México | 7:0 (1:0) | Puerto Rico | Estadio Nacional, Managua, Nicaragua |                                  |
|                            | Nayeli Díaz 22' · Natalia Mauleón 56' 64' · Vanessa Buso 69' · Alison González 84' 86' · Aylín Avilez 89' | Reporte   |             | Árbitro(s): Marianela Araya Cruz     | Árbitro(s): Marianela Araya Cruz |

| 21 de abril de 2018, 20:00 | Nicaragua | 0:2 (0:2) | Haití                                               | Estadio Nacional, Managua, Nicaragua |                       |
|                            |           | Reporte   | 29' Melchie Dumornay · 45+1' (a.g.) Valeria Roblero | Árbitro(s): Karen Abt                | Árbitro(s): Karen Abt |

| 8 de junio de 2018, 15:30 | México              | 1:1 (1:1) | Haití            | IMG Academy, Bradenton, Estados Unidos |                                     |
|                           | Alison González 23' | Reporte   | 19' Milan Pierre | Árbitro(s): Melissa Borjas Pastrana    | Árbitro(s): Melissa Borjas Pastrana |

|  | Nicaragua | Cancelado | Puerto Rico |  |  |

#### Grupo B
| Equipo         | Pts | PJ | PG | PE | PP | GF | GC | Dif |
| -------------- | --- | -- | -- | -- | -- | -- | -- | --- |
| Estados Unidos | 9   | 3  | 3  | 0  | 0  | 15 | 1  | 14  |
| Canadá         | 6   | 3  | 2  | 0  | 1  | 5  | 2  | 3   |
| Costa Rica     | 3   | 3  | 1  | 0  | 2  | 7  | 7  | 0   |
| Bermudas       | 0   | 3  | 0  | 0  | 3  | 2  | 19 | -17 |

| 20 de abril de 2018, 17:30 | Canadá                                  | 3:0 (1:0) | Bermudas | Estadio Nacional, Managua, Nicaragua |                                    |
|                            | Jayde Riviere 40' · Kaila Novak 63' 81' | Reporte   |          | Árbitro(s): Sandra Benítez Arteaga   | Árbitro(s): Sandra Benítez Arteaga |

| 20 de abril de 2018, 20:00 | Estados Unidos                                                                      | 4:0 (2:0) | Costa Rica | Estadio Nacional, Managua, Nicaragua |                             |
|                            | Jeimy Umaña 4' (a.g.) · Payton Linnehan 15' · Kennedy Wesley 60' · Sophia Jones 79' | Reporte   |            | Árbitro(s): Odette Hamilton          | Árbitro(s): Odette Hamilton |

| 6 de junio de 2018, 17:45 | Costa Rica            | 1:2 (0:2) | Canadá                      | IMG Academy, Bradenton, Estados Unidos |                                        |
|                           | María Paula Salas 86' | Reporte   | 18' 51' Andersen Williams · | Árbitro(s): Quetzalli Alvarado Godínez | Árbitro(s): Quetzalli Alvarado Godínez |

| 6 de junio de 2018, 20:00 | Estados Unidos | 10:1 (5:1) | Bermudas             | IMG Academy, Bradenton, Estados Unidos |                            |
|                           | Mia Fishel 6' · Diana Ordóñez 25' · Maya Doms 32' 48' · Reilyn Turner 41' · Samantha Kroeger 44' · Makenna Morris 47' · Astrid Wheeler 85' · Sunshine Fontes 86' 90+1' | Reporte    | 17' Leilanni Nesbeth | Árbitro(s): Ronide Henrius             | Árbitro(s): Ronide Henrius |

| 8 de junio de 2018, 17:45 | Costa Rica                                                                                        | 6:1 (3:0) | Bermudas                | IMG Academy, Bradenton, Estados Unidos |                          |
|                           | Carmen Marín 14' · Priscilla Chinchilla 21' 56' · María Paula Salas 39' · Daniela Contreras 90+9' | Reporte   | 90+5' Jadae Steede Hill | Árbitro(s): Cecile Hinds               | Árbitro(s): Cecile Hinds |

| 8 de junio de 2018, 20:00 | Estados Unidos    | 1:0 (0:0) | Canadá | IMG Academy, Bradenton, Estados Unidos |                                |
|                           | Reilyn Turner 65' | Reporte   |        | Árbitro(s): Mirian León Serpas         | Árbitro(s): Mirian León Serpas |

### Fase final
|  | Semifinales         | Semifinales         |   |        | Final               | Final               |  |
|  | 10 de junio de 2018 | 10 de junio de 2018 |   |        | 12 de junio de 2018 | 12 de junio de 2018 |  |
|  |                     |                     |   |        |                     |                     |  |
|  |                     |                     |   |        |                     |                     |  |
|  | México              | 2                   |   |        |                     |                     |  |
|  | Canadá              | 1                   |   |        |                     |                     |  |
|  |                     |                     |   |        |                     |                     |  |
|  |                     |                     |   |        |                     |                     |  |
|  |                     |                     |   |        | México              | 2                   |  |
|  |                     | Estados Unidos      | 3 |        |                     |                     |  |
|  |                     |                     |   |        |                     |                     |  |
|  |                     |                     |   |        |                     |                     |  |
|  |                     |                     |   |        | Tercer lugar        |                     |  |
|  |                     |                     |   |        |                     |                     |  |
|  | Estados Unidos      | 3                   |   | Canadá | 2                   |                     |  |
|  | Haití               | 2                   |   |        | Haití               | 1                   |  |

#### Semifinales
| 10 de junio de 2018, 9:30 | México                                 | 2:1 (2:1) | Canadá            | IMG Academy, Bradenton, Estados Unidos |                          |
|                           | Anette Vázquez 6' · Nicole Pérez 45+2' | Reporte   | 37' Teni Akindoju | Árbitro(s): Cecile Hinds               | Árbitro(s): Cecile Hinds |

| 10 de junio de 2018, 16:30 | Estados Unidos                           | 3:2 (1:1) | Haití                      | IMG Academy, Bradenton, Estados Unidos |                                  |
|                            | Sunshine Fontes 32' 50' · Mia Fishel 49' | Reporte   | 14' 90+3' Melchie Dumornay | Árbitro(s): Marianela Araya Cruz       | Árbitro(s): Marianela Araya Cruz |

#### Tercer lugar
| 12 de junio de 2018, 10:00 | Canadá                                     | 2:1 (0:0) | Haití                | IMG Academy, Bradenton, Estados Unidos |                         |
|                            | Jordyn Huitema 48' · Andersen Williams 89' | Reporte   | 75' Melchie Dumornay | Árbitro(s): Miriam León                | Árbitro(s): Miriam León |

#### Final
| 12 de junio de 2018, 16:30 | México                             | 2:3 (2:1) | Estados Unidos                                         | IMG Academy, Bradenton, Estados Unidos |                            |
|                            | Nicole Pérez 32' · Nayeli Díaz 45' | Reporte   | 34' Hannah Bebar · 46' Sunshine Fontes · 76' Maya Doms | Árbitro(s): Melissa Borjas             | Árbitro(s): Melissa Borjas |

|                                   |
| Bandera de Estados Unidos         |
| Campeón Estados Unidos 4.º título |

## Estadísticas

### Tabla general
| Equipo | Equipo         | Pts. | PJ | PG | PE | PP | GF | GC | Dif. |
| ------ | -------------- | ---- | -- | -- | -- | -- | -- | -- | ---- |
| 1      | Estados Unidos | 15   | 5  | 5  | 0  | 0  | 21 | 5  | +16  |
| 2      | México         | 10   | 5  | 3  | 1  | 1  | 20 | 5  | +15  |
| 3      | Canadá         | 9    | 5  | 3  | 0  | 2  | 8  | 5  | +3   |
| 4      | Haití          | 7    | 5  | 2  | 1  | 2  | 10 | 7  | +3   |
| 5      | Costa Rica     | 3    | 3  | 1  | 0  | 2  | 7  | 7  | 0    |
| 6      | Puerto Rico    | 0    | 2  | 0  | 0  | 2  | 1  | 11 | -10  |
| 7      | Nicaragua      | 0    | 2  | 0  | 0  | 2  | 0  | 10 | -10  |
| 8      | Bermudas       | 0    | 3  | 0  | 0  | 3  | 2  | 19 | -17  |

### Goleadoras
| Jugadora          | Selección      | Goles |
| ----------------- | -------------- | ----- |
| Alison González   | México         | 5     |
| Melchie Dumornay  | Haití          | 5     |
| Sunshine Fontes   | Estados Unidos | 5     |
| Natalia Mauleón   | México         | 4     |
| Nayeli Díaz       | México         | 3     |
| Maya Doms         | Estados Unidos | 3     |
| Nicole Pérez      | México         | 3     |
| María Paula Salas | Costa Rica     | 3     |
| Flero Surpris     | Haití          | 3     |
| Andersen Williams | Canadá         | 3     |

## Clasificados aUruguay 2018
|        | Bandera de Estados Unidos |        |
| México | Estados Unidos            | Canadá |

## Premios
| Premio        |  | Jugadora          | Selección      |
| ------------- |  | ----------------- | -------------- |
| Balón de Oro  |  | Melchie Dumornay  | Haití          |
| Bota de Oro   |  | Alison González   | México         |
| Guante de Oro |  | Angelina Anderson | Estados Unidos |

| Premio                                |  | Selección      |
| ------------------------------------- |  | -------------- |
| Premio al Juego Limpio de la CONCACAF |  | Estados Unidos |